# August Neven Du Mont

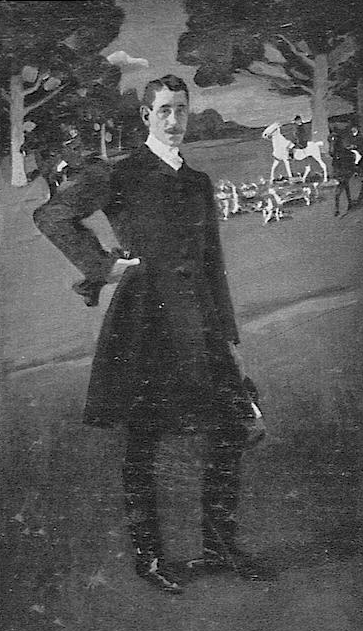
Selbstbildnis von August Neven Du Mont (1900)

August Ludwig Matthäus Neven Du Mont (* 2. September 1866 in Köln; † 27. Juni 1909 in Bexhill-on-Sea) war ein deutscher Porträt- und Landschaftsmaler, der hauptsächlich in England wirkte.

## Leben und Wirken
August Neven Du Mont war eines der zehn Kinder von August Neven DuMont und Christine DuMont (1836–1903), Tochter des Verlegers Joseph DuMont. Über seine Schwester Margarete wurde er 1887 Schwager des Jagdmalers Werner von Kalitsch. Nach dem Besuch des Friedrich-Wilhelm-Gymnasiums in seiner Geburtsstadt Köln war er kurzzeitig für die Kölnische Zeitung tätig, wandte sich dann aber stattdessen der Malerei zu. Er studierte von 1887 bis 1894 an der Kunstakademie Düsseldorf. Dort war er ein Schüler von Heinrich Lauenstein, Hugo Crola, Adolf Schill und vor allem von Peter Janssen d. Ä., dessen Klassen er ab 1890 besuchte. 1891 heiratete er Maria Guilleaume, Tochter des Unternehmers Franz Carl Guilleaume. Er interessierte sich für Freilichtmalerei und unternahm lange Reisen, die ihn unter anderem nach Spanien und Marokko führten. Nach einem Besuch in England 1895 beschloss er, endgültig dorthin überzusiedeln.
Im April 1896 zog August Neven Du Mont nach London, später lebte er auf dem mittelalterlichen Landsitz Manor House in Bexhill-on-Sea. Er wurde ein enger Freund des irischen Porträt- und Landschaftsmalers John Lavery. Du Mont stellte seine Bilder sowohl in seiner neuen Heimat als auch in Deutschland aus, wohin er regelmäßig zurückkehrte. Er nahm unter anderem an Ausstellungen der International Society und der Royal Academy of Arts (RA) teil. Bei der RA-Ausstellung 1897 zeigte er sein Bild Marjorie.  1902 präsentierte er auf der 5. Ausstellung der Berliner Secession ein Selbstbildnis im schwarzen Reitrock, über das Hans Rosenhagen urteilte, es wirke „ungleich selbständiger“ als seine früheren Bilder.
Neben der Malerei ging August Neven Du Mont in England häufig dem Polospielen und der Fuchsjagd nach, letzteres eine Erfahrung, die er mehrfach in seinen Bildern thematisierte. Er jagte zunächst mit Lord Portman’s Hunt, dann mit New Forest Foxhound und wurde zum Master of Foxhounds (M.F.H.) von East Sussex ernannt. 1909 nahm er auf Grund einer schweren Erkrankung nicht an der Meisterschaft der East Sussex Foxhounds teil und starb kurz darauf mit 42 Jahren im Manor House in Bexhill. Er hinterließ seine Frau und drei Söhne. Sein ältester Sohn war der Schriftsteller und Journalist Mark Neven DuMont (1892–1972).
Der mit August Neven Du Mont befreundete Maler Fritz Westendorp (1867–1926) organisierte im Londoner Atelier des Verstorbenen eine Nachlassausstellung. In Köln und Düsseldorf fanden im Winter 1910/11 Gedächtnisausstellungen statt. 1958 zeigte das Kölner Wallraf-Richartz-Museum eine weitere Gedächtnisausstellung.

## Werk
August Neven Du Mont malte vorwiegend Porträts und Figurenbilder sowie Landschaften. Er porträtierte vor allem weibliche Modelle, mehrfach seine Frau und seine Söhne. Er schuf auch eine Reihe von Bildern, die Pierrot in verschiedenen Situationen darstellen. In seinen letzten zehn Lebensjahren entstanden rund 50 meist kleinformatige Werke, die englische Landschaften, insbesondere mit Fuchsjagden und anderen Reitergruppen, zeigen.
Werke (Auswahl)

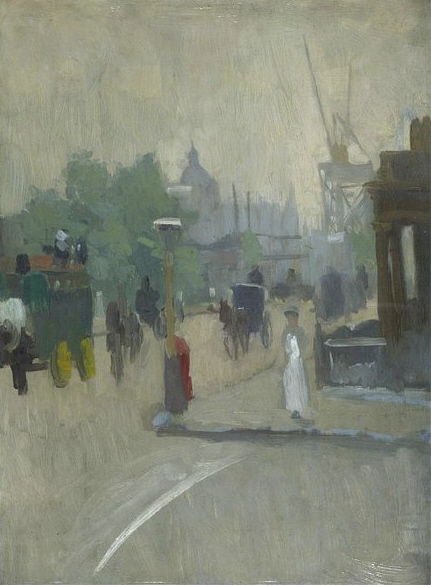
Cromwell Road, Ölgemälde um 1906

- Domkapitular Schnütgen und zwei Damen Neven-DuMont beim Kaffee. 1892, Bleistift-Zeichnung, Museum Schnütgen
- Marjorie, gezeigt auf der Ausstellung der Royal Academy of Arts 1897
- Selbstbildnis im schwarzen Reitrock, 1900, Tafelbild, gezeigt auf der 5. Ausstellung der Berliner Secession 1902[7]
- Achtzehnhundertvierzig, Bildnis einer Frau im grünen Reifrock, 1903
- Bild mit Hasenmeute, 1903
- John Jorrocks M.F.H. 1905, Tafelbild, 140 × 166 cm, ab 1906 Wallraf-Richartz-Museum & Fondation Corboud, ab 1976 Museum Ludwig[12]
- Cromwell Road: The New Building of the Victoria and Albert Museum under Construction. um 1906, Öl auf Tafel, 16 × 11.75, Victoria and Albert Museum[13]
- Bildnis seiner Frau Maria Neven Du Mont auf einer Bank mit Katze, 1907
- Bildnis Maria Neven Du Mont / Dame auf Diwan, 1908, Tafelbild, Öl auf Lindenholz 40,5 × 30 cm, zunächst Privatsammlung Mark Neven DuMont, ab 1959 Wallraf-Richartz-Museum & Fondation Corboud, ab 1976 Museum Ludwig[14]
- Cap Martin (Côte d´Azur), 1908, Öl auf Holz, 30 × 41 cm
- Bildnis eines Sohnes, auf einem Stuhl sitzend, Kunsthalle Bremen
- Porträt der Tochter des Generals Ellison, ausgestellt auf Brüsseler Weltausstellung 1910
- Vor dem Atelierfenster, 1908, Tafelbild, Kunstmuseum Bonn
- Abendgesellschaft, 1915
- Bildnis des Malers Fritz Westendorp
- Der tote Pierrot
- Zwischen den Hunden und der tiefen See
- Nach dem Regen
- Das Feld
- Fuchsjagd